# Demjanskij rajon
Il Demjanskij rajon (in russo Демянский район?) è un rajon dell'Oblast' di Novgorod, nella Russia europea; il capoluogo è Demjansk. Istituito nel 1927, ricopre una superficie di 3.198,94 chilometri quadrati ed ospita una popolazione di circa 13.600 abitanti.